# Marek Priechodský
Marek Priechodský (ur. 24 października 1979 w Bratysławie) – słowacki hokeista.

## Kariera
- HC Dukla Senica (1998–1999)
- Slovan Bratysława U20 (1999–2000)
- Slovan Bratysława (1999–2001)
- Pensacola Ice Pilots (2001–2003)
- HKm Zvolen (2003–2004)
- KHL Medveščak Zagrzeb (2004–2005)
- MHC Martin (2005)
- HKm Zvolen (2005–2007)
  -  HC 05 Banská Bystrica (2006)
- HK 36 Skalica (2007)
- MsHK Žilina (2007)
- Podhale Nowy Targ (2007–2009)
- Chamonix HC (2009–2010)
- Eindhoven Kemphanen (2010–2011)
- HK Spišská Nová Ves (2011–2012)

Wychowanek Slovana Barytysława. W reprezentacji Słowacji rozegrał 1 spotkanie. Z reprezentacją juniorską Słowacji brał udział w mistrzostwach świata na których rozegrał 6 spotkań.